# Flostranda
Flostranda ist ein Naturschutzgebiet in der norwegischen Kommune Stryn im Fylke Vestland. Das Gebiet deckt eine Fläche von insgesamt 1830 Dekar ab und umfasst einen Edellaubwald im Norden des Sees Oppstrynvatnet. Es ist dort unter anderem verboten, Bäume zu fällen.